# Hugh MacLennan
John Hugh MacLennan (n. 20 martie 1907 - d. 9 noiembrie 1990) a fost un scriitor canadian și profesor la Universitatea McGill din Montréal.

### Romane
- Barometer Rising (1941)
- Two Solitudes (1945)
- The Precipice (1948)
- Each Man's Son (1951)
- The Watch That Ends the Night (1957)
- Return of the Sphinx (1967)
- Voices in Time (1980)

### Non-ficțiune
- Oxyrhyncus : an Economic and Social Study (1935)
- Canadian Unity and Quebec (1942)
- Cross Country (1949)
- The Future of the Novel as an Art Form (1959)
- Scotchman's Return and other essays (1960)
- Seven Rivers of Canada (1961)
- The Colour of Canada (1967)
- The Other Side of Hugh MacLennan (1978)
- On Being a Maritime Writer (1984)
- Dear Marian, Dear Hugh:The MacLennan-Engel Correspondence (1995)